# 平慶涇固化道
平慶涇固化道，清朝到民国初期设置的道，属于甘肃省。
顺治二年（1645年）五月设置分巡固原道，整饬固原道，驻固原州，管辖静宁、隆德，兼管屯田、驿传。康熙十四年（1675年）十一月改为平庆道，全称整饬平庆道，驻平凉府，管辖平凉府、庆阳府。兼管驿盐。乾隆十二年（1747年）四月，驻固原州，加兵备道。乾隆十三年（1748年）为按察使司副使衔。乾隆二十八年（1763年）为整饬平庆等处驿盐兵备道。乾隆四十二年（1777年）九月泾州升为泾州直隶州。乾隆四十四年（1779年）八月兼管驿务，管辖平凉府（治今甘肃省平凉市崆峒区）、庆阳府（治今甘肃省庆城县庆城镇）、泾州直隶州（治今甘肃省泾川县）、固原州（治今宁夏固原市原州区）、化平川直隶厅（治今宁夏泾源县香水镇）。同治十一年（1872年）六月，驻平凉府，光绪五年（1879年）闰三月，全称分巡平慶涇固化兵备道。宣统三年（1911年）八月裁撤盐法事务。